# Article 64 de la Constitution de la Cinquième République française
Article 63 Article 65
L'article 64 de la Constitution de la Cinquième République française garantit l'indépendance des magistrats français de l'ordre judiciaire. Cet article est inchangé depuis 1958. Il est complété par la loi organique portant statut de la magistrature qui elle a été modifiée de nombreuses fois. 

## Contenu de l'article
« Le Président de la République est garant de l'indépendance de l'autorité judiciaire.

Il est assisté par le Conseil supérieur de la magistrature.

Une loi organique porte statut des magistrats.

Les magistrats du siège sont inamovibles. »
— Article 64 de la Constitution du 4 octobre 1958

## Application
L'article 64 s'applique aux magistrats de l'ordre judiciaire. L'indépendance des magistrats de l'ordre administratif se fonde pour sa part sur la loi du 24 mai 1872 portant réorganisation du Conseil d'État, érigée par le Conseil constitutionnel en principe fondamental reconnu par les lois de la République.